# Bouan
Bouan ist eine französische Gemeinde mit 41 Einwohnern (Stand: 1. Januar 2022) im Département Ariège in der Region Okzitanien. Sie gehört zum Kanton Haute-Ariège und zum Arrondissement Foix. 
Die Gemeinde Bouan liegt an der oberen Ariège am Nordfuß der Pyrenäen. Nachbargemeinden sind Ornolac-Ussat-les-Bains im Norden, Aulos-Sinsat im Osten, Larcat im Südosten, Miglos im Süden und Larnat im Westen.

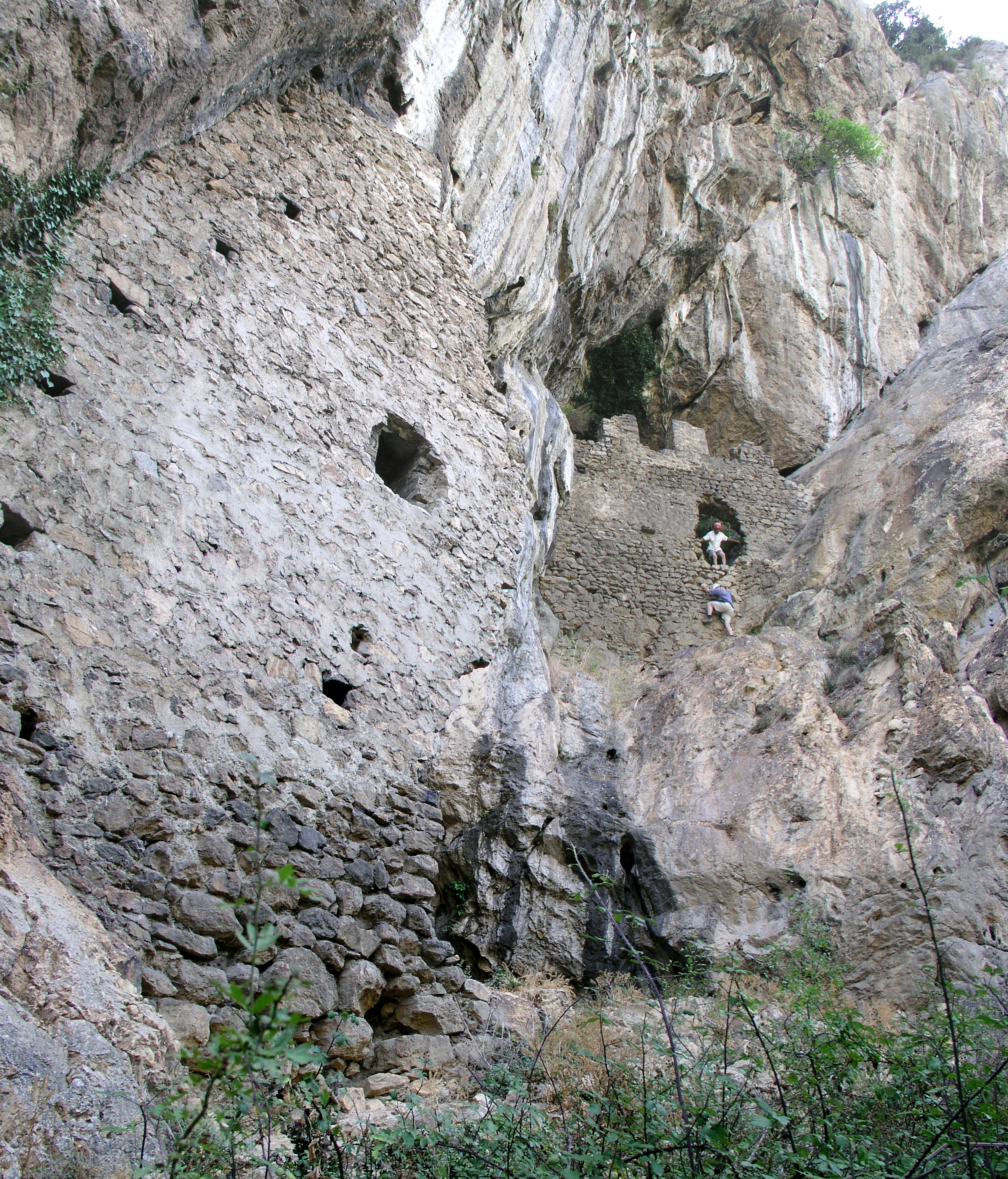
Spoulgas von Bouan

Die Spoulgas von Bouan (Spoulga des églises) sind am besten erhalten Höhlenfestungen. Im 13. Jahrhundert wurden in den Höhlen Zisternen angelegt. Die Zisterne der Bouan-Höhle verfügt über eine Speicherkapazität von 65 m³, das ist der Rekord für Spulgas in der Grafschaft. Sie wurden 1272 erstmals schriftlich erwähnt und gehörten den Grafen von Foix. Sie liegen 500 m nördlich von Bouan, zwischen Ussat-les-Bains und Sinsat und sind von der RN 20 aus sichtbar. Einer der Eingänge und seine zinnenbewehrte Mauer sind deutlich zu erkennen.

## Bevölkerungsentwicklung
| Jahr      | 1962 | 1968 | 1975 | 1982 | 1990 | 1999 | 2008 | 2019 |
| --------- | ---- | ---- | ---- | ---- | ---- | ---- | ---- | ---- |
| Einwohner | 66   | 58   | 43   | 37   | 29   | 30   | 35   | 39   |